# Benjamín Mayorga
Benjamín Joel Mayorga Mora (Talamanca, 15 de octubre de 1966) es un exfutbolista costarricense, procedente del grupo étnico Bribri de la zona de Talamanca. 
Fue futbolista activo durante 17 años entre 1984 y 2001; de ellos, 12 temporadas fueron jugando con el Deportivo Saprissa de la Primera División de Costa Rica.

## Trayectoria
Benjamín Mayorga realizó sus divisiones menores con el Saprissa, club con el que hizo su debut en Primera División el domingo 14 de octubre de 1984, a sus 18 años (resultado: Ramonense 2-Saprissa 0). Hizo su primer gol en el antiguo Estadio Nacional, el 21 de setiembre de 1986 (resultado: Sagrada Familia 0-Saprissa 3).
Ganó cuatro campeonatos nacionales, así como dos títulos de la Copa de Campeones CONCACAF con Saprissa. También jugó para el equipo nacional de Costa Rica durante los años 90s, convirtiéndose en el único jugador profesional con sangre india 100% pura a nivel internacional durante ese período de tiempo.
En 1997, Mayorga tuvo una seria lesión en su columna, la cual inicialmente demostraba ser irreversible, situación que lo que lo alejó en definitiva de la selección nacional y del Club Sport Herediano con sólo un año de haber llegado. El futbolista requirió una intensa rehabilitación por varios meses.
A pesar de que se especuló mucho sobre su eventual retiro por ese motivo, Mayorga tuvo una recuperación satisfactoria. Continuó por cuatro años más jugando con la Universidad de San Carlos de Guatemala y luego con la Asociación Deportiva Carmelita, hasta el año 2001. Hizo un total de 343 juegos oficiales en la Primera División de Costa Rica.
Después de su retiro, "Mincho" ha seguido una carrera como entrenador con varios equipos en Costa Rica, y ha continuado con mucho orgullo su representación indígena en la sociedad de Costa Rica, incluso en el ámbito político.
Actualmente, se desempeña como técnico de la Unión Deportiva Puriscal, que participa en la Tercera División.

## Selección nacional
Benjamin Mayorga fue seleccionado en 32 ocasiones entre 1992 y 1997. Estuvo en dos eliminatorias con la Selección nacional de Costa Rica: hacia la Copa Mundial de Estadios Unidos 94 y hacia la de Francia 98, torneos a las que su equipo no clasificó. En total, disputó 8 encuentros para esos dos procesos.
Recogió más de 20 partidos oficiales con la 'Tricolor' y jugó su último partido internacional en un encuentro de clasificación para la Copa Mundial de 1998 contra Jamaica el 11 de mayo de 1997.

## Vida personal
El "Indio" Mayorga proviene de la zona de Talamanca, y la humildad lo ha caracterizado en su vida. Al terminar su carrera futbolística, regresó a su tierra para ayudar a su pueblo natal, nombrado el cantón más pobre de Costa Rica.
Su hermana Alicia lo trajo a San José cuando tenía 13 años, para que estudiara y, a la vez, probara suerte en el Deportivo Saprissa. Con los morados llegaría hasta la Primera, cuatro años después.
Actualmente reside en San Pedro, en el distrito de Cascajal de Vázquez de Coronado.

## Clubes
| Club               | País       | Año       |
| ------------------ | ---------- | --------- |
| Deportivo Saprissa | Costa Rica | 1984-1996 |
| C.S Herediano      | Costa Rica | 1997      |
| Universidad SC     | Guatemala  | 1998-1999 |
| A.D Carmelita      | Costa Rica | 1999-2001 |

## Participaciones internacionales

### Copa Uncaf
| Competición     | Sede      | Resultado |
| --------------- | --------- | --------- |
| Copa Uncaf 1997 | Guatemala | Campeón   |

## Palmarés
- Campeonato de la Primera División de Costa Rica: Campeón de 1988, 1989, 1993-1994 Y 1994-1995 (con el Deportivo Saprissa), Subcampeón en 1984, 1990-1991, 1991-1992 (con Saprissa).
- Concacaf Liga Campeones: Campeón en 1993 y 1995 (con Saprissa).
- Copa Camel: Campeón en 1985 (con Saprissa).
- Copa Centroamericana : Campeón en 1997 (con Selección de Costa Rica).
- Copa Interclubes de la Uncaf: Subcampeón en 1996 (con Saprissa).
- Copa Interamericana : Subcampeón en 1994 (con Saprissa).